# Casa Coco
Casa Coco is een Nederlandse komediefilm uit 2022 geregisseerd door Bob Wilbers, naar een idee van Lucio Messercola. De film ging op 7 november 2022 in première.

## Verhaal
De film volgt de oudere Toon, die na een huwelijk van bijna vijftig jaar door zijn vrouw verlaten wordt. Hierop besluit een bevriend echtpaar Toon mee te nemen naar de Antilliaanse zon, zodat hij even al zijn problemen kan vergeten.
In Bonaire runt de Rotterdamse Pleun al jaren het pension Casa Coco, met Rotterdammers uit haar eigen kennissenkring als vaste klanten. Wanneer Toon met zijn vrienden bij het pension verschijnt, staat hij na jaren oog-in-oog met zijn ex-geliefde Pleun; vijftig jaar geleden vertrok Pleun vlak voor hun huwelijk plaats ging vinden naar Bonaire. In Bonaire bloeit de liefde tussen hen langzaam weer op.

## Rolverdeling
| acteur                | personage      |
| --------------------- | -------------- |
| Gerard Cox            | Toon           |
| Joke Bruijs           | Pleun          |
| Gijs de Lange         | Johan          |
| Loes Luca             | Paula          |
| Richard Groenendijk   | Ronald         |
| Frédérique Spigt      | Geertrui       |
| Katja Schuurman       | Coco           |
| Oscar Aerts           | Carlos         |
| Tania Kross           | Bonnie         |
| Pamela Teves          | Juliette       |
| Chris Tates           | Hugo           |
| Brûni Heinke          | Marie          |
| Carolien van den Berg | Magda          |
| Nerah Dundas          | Wendy          |
| Yvonne van den Hurk   | klagende vrouw |
| Harry de Winter       | klagende man   |

## Achtergrond
De film werd geregisseerd door Bob Wilbers en geproduceerd door Frank Groenveld, Lucio Messercola en Michel Drenthe. Het scenario van de film werd geschreven door Jacqueline Epskamp in samenwerking met Maria Goos en Peter Römer, naar het idee van Lucio Messercola. De opnamen van de film gingen vonden in het voorjaar van 2021 hoofdzakelijk plaats op Bonaire en in Rotterdam. Hoofdrollen in de film waren weggelegd voor onder anderen Gerard Cox, Joke Bruijs, Gijs de Lange en Loes Luca.
Casa Coco ging op 7 november 2022 in première voor pers en genodigden. Drie dagen later, op 10 november 2022, ging de film landelijk de bioscopen in voor het grote publiek. Op 15 december 2022 werd de film bekroond met een Gouden Film voor het behalen van 100.000 bezoekers.
De film maakte op 7 juli 2023 zijn debuut op streamingdienst Netflix, na drie dagen belandde de film al op de derde plaats in de Netflix Top 10 van best bekeken films.